# Trục não bộ – tuyến yên – tuyến sinh dục
Phụ nữ khi bước vào tuổi tiền mãn kinh - mãn kinh hay nam giới vào giai đoạn mãn dục, họ gặp nhiều bất ổn do sự sụt giảm của progesteron, estrogen, testosterone, và đặc biệt là bộ hormone do hệ trục não bộ - tuyến yên - buồng trứng tiết ra. Đây là hệ trục thần kinh - nội tiết giúp điều hòa chu kỳ kinh nguyệt, phát triển cơ quan sinh dục và hoạt động sinh dục ở nữ giới, kiểm soát phần lớn sức khỏe - sắc đẹp - sinh lý nữ.

## Chức năng
Hệ trục này là thuật ngữ y khoa đề cập đến những tác động của vùng dưới đồi - não bộ, tuyến yên, buồng trứng vốn là các tuyến nội tiết đơn lẻ thành một thực thể duy nhất. Bởi vì các tuyến này thường hoạt động phối hợp nhau, nên các nhà sinh lý học và nội tiết học thấy để thuận tiện và dễ mô tả nên xem chúng như là một hệ thống duy nhất.
Trục não bộ-tuyến yên-buồng trứng là một phần quan trọng trong việc phát triển và điều hòa nhiều hệ thống của cơ thể, chẳng hạn như các hệ thống sinh sản và miễn dịch. Những biến động về chất nội tiết (hormone) trong cơ thể sẽ gây ra những thay đổi về số lượng chất nội tiết được sản xuất bởi mỗi tuyến và dẫn đến nhiều tác động tại chỗ và toàn cơ thể.
Ở phụ nữ, trục này kiểm soát sự phát triển, sinh sản, và lão hóa. Gonadotropin-releasing hormone (GnRH) được tiết ra từ vùng dưới đồi. Phần trước của tuyến yên sản xuất ra hormone luteinizing (LH) và hormone kích thích nang trứng (FSH), và buồng trứng tạo ra progesteron, estrogen và testosterone.

## Cách thức hoạt động

### Hoạt động
Bắt đầu từ cuối chu kỳ kinh này đến đầu chu kỳ kinh kế tiếp, não bộ tiết ra GnRH theo một nhịp độ đều đặn, được vận chuyển qua mạch máu đến tuyến yên, kích thích tuyến yên tiết ra các hormone FSH và LH. FSH và LH gây tác động lên buồng trứng, kích thích các nang noãn của buồng trứng - cơ quan đảm nhận vai trò sinh sản chính - phát triển, đồng thời sản xuất bộ hormone nữ, bao gồm: progesterone, estrogen và testosterone, tác động lên tử cung, tuyến vú và các cơ quan sinh dục thứ phát khác.

### Cơ chế chỉ huy, điều tiết, sản xuất và phản hồi ngược
Không có GnRH, FSH và LH, các nang noãn của buồng trứng sẽ không phát triển và sản xuất bộ hormone nữ. Ngược lại, hormone buồng trứng cũng có những phản hồi lên trên não bộ - tuyến yên để các cơ quan này điều chỉnh sự sản xuất các hormone đáp ứng nhu cầu cơ thể. Đây chính là cơ chế tự điều chỉnh của hệ trục.
Cơ chế “ra mệnh lệnh - báo cáo phản hồi ngược” và “tự điều chỉnh” này giúp hệ trục hoạt động nhịp nhàng từ thần kinh xuống nhà máy sản xuất bộ hormone nữ đúng và đủ với nhu cầu của cơ thể. Các hormone này vừa hoạt động độc lập, đồng thời lại tương tác với nhau để hỗ trợ cho các hoạt động của tế bào.

## Vai trò
Ở tuổi dậy thì, hệ trục giúp cho bé gái phát triển thành thiếu nữ với thay đổi vẻ bề ngoài, sắc đẹp. Đồng thời, bên trong cơ thể, bộ máy sinh sản được hoàn thiện để phụ nữ thực hiện chức năng làm mẹ.
Trong khi estrogen thúc đẩy sự phát triển và sức khỏe của các cơ quan sinh sản nữ như tử cung, vú …, progesterone có vai trò chính trong việc giúp phụ nữ mang thai, chuẩn bị nội mạc tử cung cho trứng đã thụ tinh và duy trì thai kỳ tốt trong giai đoạn đầu. Còn vai trò của testosterone là duy trì ham muốn tình dục …
Khi thời kỳ sinh sản chấm dứt, nếu được chăm sóc đúng cách, hệ trục sẽ tiếp tục giữ vai trò cân bằng bộ hormone nữ, giúp cơ thể người phụ nữ duy trì sức khoẻ và chất lượng cuộc sống. Người phụ nữ chỉ có thể duy trì khỏe đẹp khi bộ hormone nữ trong cơ thể mình được sản xuất một cách đầy đủ và hài hòa với nhau.

## Khi nào hệ trục suy yếu
Giai đoạn suy thoái hệ trục não bộ - tuyến yên – buồng trứng đã bắt đầu diễn ra một cách âm thầm ở độ tuổi 25. Đến sau tuổi 40, buồng trứng bắt đầu đáp ứng kém với các hormone từ tuyến yên tiết ra, làm nồng độ progesterone, estrogen, testosterone giảm do đó các nang trứng không được trải qua quá trình phát triển bình thường dẫn đến giai đoạn tiền mãn kinh - mãn kinh. Những thay đổi trong việc giải phóng GnRH và sự giảm đáp ứng với GnRH của các tế bào thùy trước tuyến yên trong việc sản xuất FSH, LH cũng góp phần làm xuất hiện thời kỳ mãn kinh.

## Hậu quả khi hệ trục rối loạn
Hệ trục bị suy yếu hay không hoạt động sẽ gây nên tình trạng rối loạn hormone, dẫn đến hậu quả nghiêm trọng đối với sức khỏe, sắc đẹp và sinh lý. Nhiều nguyên nhân dẫn đến sự suy yếu của hệ trục, có thể do bệnh lý hay do tuổi tác. Trên người bình thường, hệ trục suy yếu thường do tuổi tác. Ở nữ, các biểu hiện rối loạn bao gồm:
Rối loạn kinh nguyệt: Kinh nguyệt thất thường không theo chu kỳ vòng kinh, lượng máu trong kinh nguyệt nhiều hoặc ít hơn bình thường, kèm theo đau bụng nhiều trong kỳ kinh
- Rối loạn tiết chất bã ngoài da biểu hiện: Mụn trứng cá, hay da nhờn, rụng tóc, khô da
- Da nhăn, xuất hiện nhiều những đốm sạm nám ở mặt và tay, lưng bắt đầu còng xuống
- Giảm khả năng sinh sản
- Trầm cảm, rối loạn lo âu, căng thẳng
- Bừng nóng, bốc hỏa, khó chịu
- Giảm ham muốn tình dục
- Giảm trí nhớ, kém tập trung, thay đổi tâm trạng nhanh chóng
- Đổ mồ hôi đêm, rối loạn giấc ngủ
- Ngực xệ kém săn chắc
- Âm đạo bị khô, niêm mạc âm đạo bị teo
- Tăng cân
- Ngoài ra còn gặp một số vấn đề khác như: Loãng xương, tiểu không tự chủ, tiểu buốt, tiểu nhiều lần

## Giải pháp cho sự suy yếu hệ trục
Sự suy yếu ở não bộ, tuyến yên hay ở buồng trứng có thể cải thiện bằng cách sử dụng hormone thay thế. Việc bổ sung từng nội tiết đơn lẻ đã được chứng minh tùy cơ địa từng người mà chỉ hiệu quả trên 10 – 15% phụ nữ sử dụng. Theo các chuyên gia của Hiệp hội Sản Phụ khoa Mỹ, bổ sung estrogen đơn lẻ không phải là phương pháp điều trị thường quy cho phụ nữ mãn kinh.
Trong một vài trường hợp nhất định, nó được chỉ định ở liều thấp nhất và trong thời gian ngắn nhất để cải thiện các triệu chứng mãn kinh, chứ không phải phòng ngừa các bệnh mãn tính. Việc bổ sung đơn lẻ như vậy làm gia tăng nguy cơ ung thư vú, bệnh tim và đột quỵ. Những phụ nữ sử dụng liệu pháp estrogen tăng 1,5 lần nguy cơ đột quỵ do thiếu máu cục bộ, và nguy cơ càng trầm trọng theo tuổi tác.
Và ở những người có đáp ứng, các hiệu quả ban đầu giảm sút dần theo thời gian. Hơn nữa, hormone thay thế có thể có nhiều tác dụng phụ nguy hiểm và cần được bác sĩ chỉ định, theo dõi điều trị.
Bên cạnh đó, khoa học hiện đại đã tìm được nhiều biện pháp làm chậm lại quy luật lão hóa để giữ được sức khỏe và sinh lý thời trẻ. Đó là áp dụng lối sống tích cực, dinh dưỡng khoa học, và sử dụng các biện pháp thay thế thuốc.
Lối sống năng động, tích cực vận động rèn luyện thể lực mỗi ngày trên 30 phút.
Có chế độ dinh dưỡng khoa học, tránh tăng cân như: hạn chế sử dụng đường, muối và mỡ, tăng cường năng lượng từ protein thực vật (hạt, đậu), tăng chất xơ.
Ngoài ra, các nhà khoa học đã tìm ra những thảo dược có tác dụng cung cấp dưỡng chất sinh học chuyên biệt giúp chăm sóc ngay từ hệ trục não bộ - tuyến yên - buồng trứng để thúc đẩy cơ thể sản sinh các hormone đúng và đủ với nhu cầu của mỗi người. Cơ chế nội sinh này giúp giải quyết các vấn đề của phụ nữ đặc biệt tuổi tiền mãn kinh và mãn kinh một cách hiệu quả, an toàn.